# Prix Gondecourt
Le prix Gondecourt est un prix littéraire français, décerné à un livre faisant œuvre d’enquête journalistique. Créé en 2002, il est remis par un jury composé notamment de journalistes et d’avocats. Son nom vient de la ville dans laquelle il est décerné, et est aussi un clin d'œil au prix Goncourt.

## Liste des lauréats[1]
- 2002 - Denis Robert, La Boîte noire
- 2003 - Daniel Carton, Bien entendu c’est off !
- 2004 - Pierre Ballester, L.A. Confidentiel
- 2005 - non remis
- 2006 - Bertrand Gobin, Le secret des Mulliez
- 2007 - Vincent Quivy, Abus de pouvoir
- 2008 - Élise Ovart-Baratte, Les Ch'tis c'était les clichés
- 2009 - Christophe Dubois et Marie-Christine Tabet, L'Argent des politiques
- 2010 - Charles Enderlin, Un enfant est mort
- 2011 - Sophie Coignard, Le Pacte immoral